# Ceratozamia sabatoi
Ceratozamia sabatoi es una especie de planta de la familia Zamiaceae. Es endémica de México. Está amenazado por la pérdida de hábitat.